# L'Enlèvement en hydroaéroplane
Pour plus de détails, voir Fiche technique et Distribution.
L'Enlèvement en hydroaéroplane (ou Un enlèvement en hydroaéroplane) est un film français réalisé par Max Linder, sorti en 1912.

## Fiche technique
- Titre : L'Enlèvement en hydroaéroplane
- Titre alternatif : Un enlèvement en hydroaéroplane
- Réalisation : Max Linder
- Scénario : Max Linder
- Photographie :
- Montage :
- Société de production : Pathé Frères
- Société de distribution : Pathé Frères
- Pays d'origine :  France
- Langue : film muet avec les intertitres en français
- Métrage : 255 mètres, dont 220 en couleurs
- Format : Couleurs et Noir et blanc — 35 mm — 1,33:1 — Muet
- Genre :  Comédie
- Durée : 8 minutes 30
- Dates de sortie :
  -  France : 27 novembre 1912

## Distribution
- Max Linder
- Georges Coquet
- Lucy d'Orbel
- Andrée Marly
- Jules Védrines